# Leo Kottke
Leo Kottke (Athens, 11 settembre 1945) è un compositore, musicista e chitarrista statunitense.

## Biografia
Il lavoro del padre, un amministratore ospedaliero, porta la famiglia Kottke a continui e numerosi spostamenti in varie parti degli USA. Il primo approccio alla musica del giovane Leo avviene attraverso lezioni private di violino e trombone, finché, intorno agli 11 anni, si accosta alla chitarra e alle sue possibilità polifoniche.
Scopre la musica tradizionale, il bluegrass e l'hillbilly nel periodo in cui la famiglia risiede in Virginia, e il blues, verso la metà degli anni sessanta, attraverso l'opera di musicisti come Mississippi John Hurt e Skip James.
L'incidente con un petardo lo priva di gran parte dell'udito all'orecchio sinistro. Successivamente, le esercitazioni di tiro effettuate durante il servizio militare alla Naval Reserve gli danneggiano permanentemente l'orecchio destro. Kottke si iscrive poi all'università nello Stato del Minnesota e inizia contemporaneamente a esibirsi in piccoli locali.
Incide il suo primo album, 12-String Blues, nel 1969, per la semisconosciuta etichetta Oblivion. L'album, sottotitolato Live at the Scholar, raccoglie incisioni per lo più live. Gran parte dei brani di questo album verranno reincisi per il terzo album di Kottke, Circle 'Round The Sun, del 1970.
Il successo vero e proprio arriva quando, sollecitato da un amico, decide di inviare un demo-tape al "profeta" della cosiddetta american primitive guitar, John Fahey, che lo prende con sé alla Takoma Records. 6- and 12-String Guitar esce nel 1969. Da questo momento il nome di Leo Kottke si impone nell'olimpo dei virtuosi dello strumento. Pubblica album con regolarità, passando nel 1971 alla etichetta Capitol, e nel 1976 è il primo artista statunitense a firmare un contratto con l'inglese Chrysalis Records.
Nel 1983 la sua carriera subisce una battuta d'arresto: la tecnica chitarristica esasperata e poco ortodossa gli procura una grave tendinite, che lo costringerà e ripensare l'approccio allo strumento, prendendo lezioni di chitarra classica e giungendo a uno stile meno faticoso. Contemporaneamente, opta per un ulteriore cambio d'etichetta discografica, approdando alla piccola Private Music.
Dal 1986 riprende le incisioni e i concerti, realizzando ancora eccellenti lavori quali Great Big Boy (1991). Nella produzione più recente si segnala l'ottimo Clone (2002), che ha segnato l'inizio di una interessante collaborazione con il bassista dei Phish, Mike Gordon, un abbinamento che a molti ha ricordato la storica coppia composta da Jorma Kaukonen e Jack Casady.

## Lo stile
I debiti stilistici verso John Fahey sono evidenti, ma Kottke riesce ad essere assai personale. Si distingue dal maestro per una maggiore incisività e potenza di suono, con un attacco vigoroso e dal sapore quasi percussivo (usando spesso, contemporaneamente, fingerpicks, microfono e pick-up).
Si destreggia con uguale successo con le 6 e le 12 corde e attinge a tutto il repertorio classico del chitarrismo primitivo americano: il bottleneck, le accordature aperte, le suggestioni timbriche degli armonici e degli effetti rumoristici. Tutti espedienti che informeranno lo stile delle generazioni successive di fingerpickers del calibro di Michael Hedges o del messinese Peppino D'Agostino. In effetti, si può considerare la produzione discografica (e il chitarrismo) di Leo Kottke come il ponte fra la tradizione musicale rurale statunitense, studiata e sviscerata da John Fahey, e certe nuove istanze orientate in direzione della musica New Age.
Una delle caratteristiche che maggiormente balza agli occhi è la capacità del genio di Athens di trattare con uguale disinvoltura riletture bachiane (Bourée, dalla Suite per liuto n° 1 BWV 996; Jesu, Joy of Man's Desiring, corale dalla cantata BWV 147) e interpretazioni di classici della tradizione fingerstyle (ad esempio Cripple Creek e Bill Cheatham), del folk-rock statunitense (Byrds, Pete Seeger), del pop d'oltre oceano (Procol Harum).
Nei dischi degli ultimi anni, anche a causa dei problemi di tendinite, lo stile si è fatto più lirico e meno funambolico, mantenendo comunque la riconoscibilissima impronta che è il suo marchio di fabbrica.
Quando si cimenta nel canto, Kottke esibisce una voce baritonale simpatica e giocherellona, un po' grezza ma comunque inconfondibile. Lui la definisce, col suo tipico humour sopra le righe, come geese farts on a muggy day (letteralmente "scoregge di oche in una giornata afosa").

## Collaborazioni e cover
Kottke ha suonato, fra gli altri, con John Fahey, Chet Atkins, Lyle Lovett, Margo Timmins dei Cowboy Junkies, Mike Gordon dei Phish, Rickie Lee Jones, Emmylou Harris, Albert Lee.
Ha inciso brani di Tom T. Hall, Johnny Cash, Carla Bley, Fleetwood Mac, Byrds, Jorma Kaukonen, Kris Kristofferson, Randall Hylton, Pete Seeger, Procol Harum e altri.

## Discografia

### Album in studio
- 1968 – 12-String Blues
- 1969 – 6- and 12-String Guitar
- 1970 – Circle 'Round the Sun
- 1971 – Mudlark
- 1972 – Greenhouse
- 1974 – Dreams and All That Stuff
- 1974 – Ice Water
- 1974 – Leo Kottke, John Fahey & Peter Lang
- 1975 – Chewing Pine
- 1976 – Leo Kottke
- 1978 – Burnt Lips
- 1979 – Balance
- 1981 – Guitar Music
- 1983 – Time Step
- 1983 – Voluntary Target
- 1986 – A Shout Towards Noon
- 1988 – Regards from Chuck Pink
- 1989 – My Father's Face
- 1990 – That's What
- 1991 – Great Big Boy
- 1991 – Peculiaroso
- 1997 – Standing in My Shoes
- 1999 – One Guitar No Vocals
- 2002 – Clone (con Mike Gordon, bassista dei Phish)
- 2004 – Try and Stop Me
- 2005 – Sixty Six Steps (con Mike Gordon)

### Live
- 1973 – My Feet Are Smiling
- 1980 – Live In Europe
- 1995 – Live